# Tifany Huot-Marchand
Tifany Huot-Marchand (* 10. Mai 1994 in Besançon) ist eine französische Shorttrackerin.

## Werdegang
Huot-Marchand trat international erstmals bei den Juniorenweltmeisterschaften 2011 in Courmayeur in Erscheinung und errang dabei den 49. Platz im Mehrkampf. Ihr Debüt im Shorttrack-Weltcup hatte sie im Februar 2012 in Heerenveen, das sie auf dem 25. Platz über 1000 m und auf dem 23. Rang über 1000 m beendete. Bei den Juniorenweltmeisterschaften 2013 in Warschau errang sie den 15. Platz im Mehrkampf und den achten Platz mit der Staffel. In der Saison 2014/15 erreichte sie in Dresden mit dem dritten Platz mit der Staffel ihre erste Podestplatzierung im Weltcup. Bei den Europameisterschaften 2015 in Dordrecht lief sie auf den 15. Platz im Mehrkampf und bei den Weltmeisterschaften 2015 in Moskau auf den 31. Patz im Mehrkampf und auf den siebten Rang mit der Staffel. In der folgenden Saison errang sie den dritten Platz mit der Staffel beim Weltcup in Dordrecht und belegte bei den Europameisterschaften 2016 in Sotschi den 15. Platz im Mehrkampf und den neunten Rang mit der Staffel und bei den Weltmeisterschaften 2016 in Seoul den 31. Patz im Mehrkampf und den achten Rang mit der Staffel. Im folgenden Jahr kam sie bei den Europameisterschaften in Turin auf den 19. Platz im Mehrkampf und auf den fünften Rang mit der Staffel und bei den Weltmeisterschaften in Rotterdam den 19. Platz im Mehrkampf. In der Saison 2017/18 errang sie bei den Olympischen Winterspielen 2018 in Pyeongchang den 23. Platz über 1500 m und den 22. Platz über 500 m und bei den Weltmeisterschaften 2018 in Montreal den 11. Platz im Mehrkampf. Bei den Europameisterschaften 2018 in Dresden gewann sie die Bronzemedaille mit der Staffel.
Im folgenden Jahr wurde Huot-Marchand bei den Europameisterschaften 2019 in Dordrecht Sechste im Mehrkampf und holte dort die Silbermedaille über 1000 m. Bei den Weltmeisterschaften 2019 in Sofia belegte sie den 19. Platz im Mehrkampf. In der Saison 2019/20 kam sie Weltcup über 1500 m fünfmal unter den ersten Zehn, darunter Platz drei in Dresden und erreichte damit den 11. Gesamtrang. Bei den Europameisterschaften 2020 in Debrecen lief sie auf den 14. Platz im Mehrkampf und auf den siebten Rang mit der Staffel.

## Persönliche Bestzeiten
- 500 m      43,739 s (aufgestellt am 1. November 2019 in Salt Lake City)
- 1000 m    1:32,870 min. (aufgestellt am 7. November 2014 in Salt Lake City)
- 1500 m    2:21,585 min. (aufgestellt am 5. November 2016 in Calgary)
- 3000 m    5:05,359 min. (aufgestellt am 20. Oktober 2013 in Bormio)